# أنداكولو (مدينة)
أنداكولو (بالإسبانية: Andacollo)‏ هي بلدية تقع في تشيلي في Elqui Province. يقدر عدد سكانها بـ 11,093 نسمة ومساحتها 310.3 كم2 و وترتفع عن سطح البحر 1,019 متر.

## أعلام
- اينزو غيريرو
- أرتور سالازار فالنسيا